# Dia Internacional dos Trópicos
O Dia Internacional dos Trópicos é um dia comemorado anualmente em 29 de junho desde 2017, instituído pela Assembleia Geral das Nações Unidas (AGNU) em 2016.

## Proclamação
O Dia Internacional dos Trópicos foi oficialmente instituído pela Assembleia Geral das Nações Unidas em 14 de junho de 2016 com base no primeiro Relatório sobre o Estado dos Trópicos de 29 de junho de 2014, elaborado por doze centros de pesquisa especializados em questões tropicais e apresentado ao Assembleia pela vencedora do Prêmio Nobel da Paz, Aung San Suu Kyi. O objetivo é aumentar a conscientização sobre os desafios das áreas tropicais e a importância do seu papel nos Objetivos de Desenvolvimento Sustentável.

## Celebração
É comemorado no dia 29 de junho, data que coincide com a publicação do primeiro Relatório sobre o Estado dos Trópicos. A primeira celebração oficial ocorreu em 2017. Este dia é dedicado a avaliar o progresso, compartilhar experiências e reconhecer a biodiversidade, os recursos e o potencial da região tropical.

## Temas
- 2016: Celebração inaugural[4]
- 2017: A perda de biodiversidade é maior nos Trópicos do que no resto do mundo[5]
- 2018: Preservar as florestas tropicais é fundamental para enfrentar as alterações climáticas[6]
- 2019: Quarta celebração[7]
- 2020: O futuro pertence aos trópicos[8][9]
- 2021: Rumo a um futuro melhor para o planeta[10]
- 2022: Sétima celebração[11]
- 2023: O futuro pertence às zonas tropicais[12]